# علی زیدی
علی زیدی (انگلیسی: Ali Zaidi؛ زادهٔ ۱۹۸۷/۱۹۸۸ (۳۶–۳۷ سال)) سیاستمدار اهل ایالات متحده آمریکا است. او قائم‌مقام وزیر انرژی و محیط زیست ایالت نیویورک بود. بهراد در دولت باراک اوباما سمت‌هایی از جمله عضویت در شورای سیاست داخلی ایالات متحده، قائم‌مقام مدیر سیاست‌های انرژی، منابع طبیعی، انرژی و علم در اداره مدیریت و بودجه عهده‌دار بوده است. زیدی دستیار وزیر انرژی ایالات متحده، استیون چو بوده است. او از سال ۲۰۲۱ تا ۲۰۲۲ نیز به‌عنوان اولین قائم‌مقام مشاور ملی آب و هوای کاخ سفید خدمت می‌کرد.